# Kjell Johansson
Pour les articles homonymes, voir Kjell Johansson (tennis de table) et Johansson.
Kjell Johansson, né le 12 février 1951 à Dalsjöfors, est ancien joueur professionnel de tennis suédois.

## Palmarès

### Titre en simple messieurs
| No | Date       | Nom et lieu du tournoi            | Catégorie  | Dotation | Surface      | Finaliste      | Score    |  |
| -- | ---------- | --------------------------------- | ---------- | -------- | ------------ | -------------- | -------- |  |
| 1  | 06-03-1978 | Tournoi de tennis de Lagos, Lagos | Grand Prix | 50 000 $ | Terre (ext.) | Robin Drysdale | 9-8, 6-3 |  |

### Finales en simple messieurs
| No | Date       | Nom et lieu du tournoi                  | Catégorie  | Dotation | Surface         | Vainqueur      | Score         |  |
| -- | ---------- | --------------------------------------- | ---------- | -------- | --------------- | -------------- | ------------- |  |
| 1  | 29-03-1976 | Open de Valencia, Valence               |            | NC $     | Terre (ext.)    | Manuel Orantes | 6-2, 6-2, 6-2 |  |
| 2  | 14-03-1977 | Tournoi de tennis de Helsinki, Helsinki |            | 50 000 $ | Moquette (int.) | Mark Cox       | 6-3, 6-3      |  |
| 3  | 13-03-1978 | Egyptian Open, Le Caire                 | Grand Prix | 38 000 $ | Terre (ext.)    | José Higueras  | 4-6, 6-4, 6-4 |  |

### Finale en double messieurs
| No | Date       | Nom et lieu du tournoi           | Catégorie | Dotation | Surface      | Vainqueurs                | Partenaire | Score         |  |
| -- | ---------- | -------------------------------- | --------- | -------- | ------------ | ------------------------- | ---------- | ------------- |  |
| 1  | 25-02-1980 | Tournoi de tennis de Lagos Lagos |           | 50 000 $ | Terre (ext.) | Tony Graham Bruce Nichols | Leo Palin  | 6-3, 0-6, 6-3 |  |